# Raven (hudebník)
Raven, vlastním jménem Vladimír Kučera (narozen 8. srpna 1966), je český zpěvák, skladatel, textař a básník.

## Život
Narodil se 8. srpna 1966 v Praze. Jeho matka byla učitelka a otec rozhlasový redaktor. Je vnukem básníka Fráni Kučery. Začal studovat klavír v šesti letech a ve věku deseti let se sám naučil hrát na kytaru. Během svých gymnaziálních let (1980–1984) vystupoval jako folkový písničkář, hrál na akustickou kytaru a foukací harmoniku, převážně se svým vlastním repertoárem.

## Hudba
Jeho hudební kariéra začala v 80. letech. Hrál na klavír v blues rockové kapele Krausberry v letech 1986–1987, přičemž se podílel na jejich studiovém EP debutu z roku 1986. V tomto období působil také v jihočeské hard rockové kapele Hubertus.
V roce 1987 založil vlastní kapelu, Nasycen. Vystupoval v ní pod svým pravým jménem a byl frontmanem a hlavním autorem většiny materiálu na jejich debutovém albu Provazochodci (Best I.A., 1991).
V roce 1991 přijal pseudonym Raven a vydal své sólové debutové album Bubny a píšťaly (Bonton, 1991), které bylo orientováno na elektronický a klávesový zvuk. Jeho následující album Salome a další písně Karla Kryla (EMI, 1993) bylo interpretací děl folkového zpěváka Karla Kryla.
Jeho album Jiný břeh (Happy, 1995) znamenalo odklon od elektronického zvuku směrem k živým nástrojům, včetně akustických a etnických prvků. Toto album bylo představeno na koncertě v pražském planetáriu.
Na počátku 21. století spolupracoval se saxofonistou Ivanem Myslikovjanem na ezoterickém albu Harmonie (Music Vars, 2002) a v roce 2004 se stal plnohodnotným členem kapely Neřež, kde hrál na klávesy, kytaru a akordeon.
Kromě svých vlastních projektů složil hudbu i pro jiné interprety. Jedním z příkladů je píseň Kristiáne, vstávej, kterou zpívá Bára Basiková a které složil jak hudbu, tak text.

## Básně
Kromě hudby je také básníkem. Jeho sbírka básní Paranoir, podporovaná Nadačním fondem Mathilda, byla vydána v roce 2023 a pokřtěna v Divadle Viola v Praze. Tato sbírka obsahuje recitace herců Igora Bareše a Pavla Batěka a odráží jeho introspektivní a často temné motivy.

## Současná tvorba
Nadále vydává novou hudbu a vystupuje. V roce 2023 vydal album Noční hlídka a zůstává aktivní jak ve svých sólových projektech, tak s kapelou Nasycen. Jeho tvorba se vyznačuje hlubokými texty a prolínáním hudebních stylů.